# غرايسون هوفمان
غرايسون هوفمان (بالإنجليزية: Grayson Hoffman)‏ هو مصور موضة ومصور أمريكي، ولد في 23 فبراير 1984 في تالاهاسي في الولايات المتحدة.